# ديفيد هنري باتون
ديفيد هنري باتون هو سياسي أمريكي، ولد في 26 نوفمبر 1837، وتوفي في 17 يناير 1914. نشط حزبياً في الحزب الديمقراطي. وقد انتخب عضو مجلس النواب الأمريكي ‏.